# Маткин, Борис Александрович
Бори́с Алекса́ндрович Ма́ткин (7 июля 1920, Подольск, Московская губерния, РСФСР — 27 ноября 1993, Москва, Россия) — советский партийный и государственный деятель. Член КПСС с 1944 года.

## Биография
Вырос в г. Подольске Московской губернии, его отец был рабочим, мать Евдокия Устиновна — прислугой у состоятельных людей.
В 1941 г. окончил три курса МВТУ им. Н. Э. Баумана, в 1944 г. — Пензенское артиллерийское училище, в 1948 г. — Пензенский индустриальный институт по кафедре счётно-аналитических машин.
По окончании института Борис Александрович трудился конструктором на Московском заводе счётно-аналитических машин («САМ»).
В 1949—1951 г. — старшим инженером конструктором в «НИИСчётмаш» в Москве.
В 1959—1961 гг. — директор Пензенского завода счётно-аналитических машин.
В 1961—1963 гг. — секретарь Пензенского областного комитета КПСС.
В годы разделения Пензенского обкома КПСС на промышленный и сельский, был единственным в истории области Первым секретарём Пензенского промышленного обкома КПСС (1963—1964).
С декабря 1964 по май 1965 гг. — второй секретарь Пензенского обкома КПСС.
С мая по ноябрь 1965 года — председатель Пензенского облисполкома.
В 1965—1979 гг. — заместитель министра приборостроения, средств автоматизации и систем управления СССР.
С 1979 года — заместитель председателя Государственного комитета СССР по делам изобретений и открытий.
Скончался 27 ноября 1993 года в Москве.

## Награды
- орден Отечественной Войны I степени
- два ордена Трудового Красного Знамени
- орден «Знак Почёта»
- медаль «За победу над Германией в Великой Отечественной войне 1941—1945 гг.»
- медали